# رمزارز

## مقدمه
رمزارز یا ارز دیجیتال رمزنگاری‌شده (Cryptocurrency)، نوعی دارایی دیجیتال است که برای تضمین امنیت و انتقال، از رمزنگاری و فناوری بلاک‌چین استفاده می‌کند. این ارزها به‌صورت غیرمتمرکز و اغلب بدون نظارت نهادهای مالی متمرکز مانند بانک‌ها فعالیت می‌کنند. نخستین رمزارز، بیت‌کوین (Bitcoin)، در سال ۲۰۰۹ توسط فرد یا گروهی ناشناس با نام مستعار ساتوشی ناکاموتو معرفی شد و از آن زمان تاکنون هزاران رمزارز دیگر نیز ایجاد شده‌اند.

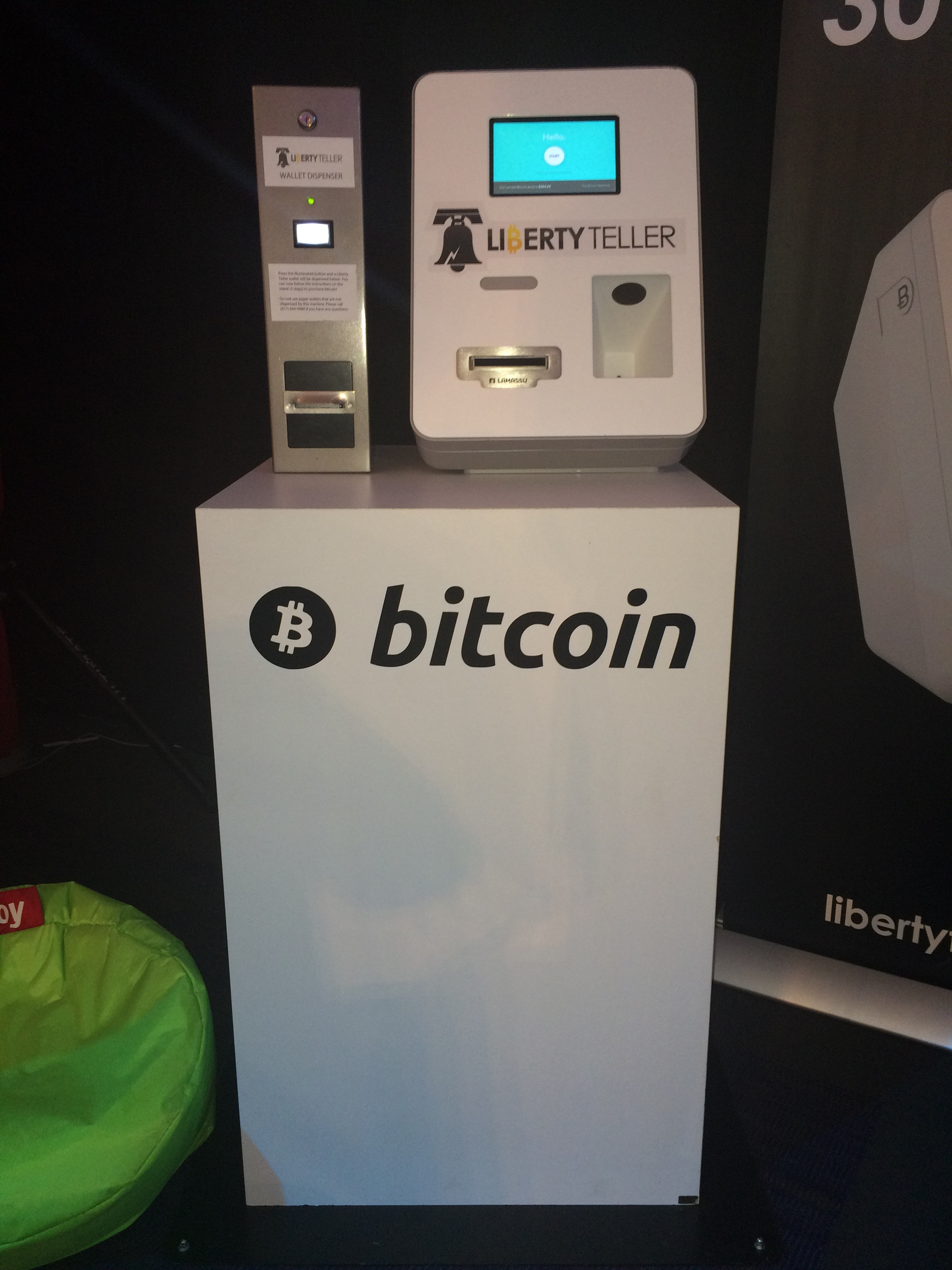
خودپرداز بیت کوین در شهر بوستون سال ۲۰۱۴

رمزارز (محاوره ایران ارز دیجیتال، رمزارز) (به انگلیسی: Cryptocurrency) یکی از گونه‌های ارز دیجیتال است که از فناوری رمزنگاری در طراحی آن استفاده شده و معمولاً به صورت غیرمتمرکز اداره می‌شود. (مثال: ایکس امپایر غیر متمرکز و ریپل متمرکز) و از این رو در بسیاری موارد مقابل نظام‌های بانکداری سنتی یا متمرکز قرار می‌گیرند. نامتمرکز سازی در رمزارزها از طریق فناوری زنجیره بلوکی امکان‌پذیر شده است که خود گونه‌ای دفتر کل توزیع‌شده است. تاریخچهٔ شکل‌گیری بیت کوین به دههٔ ۱۹۸۰ میلادی می‌رسد. نخستین رمزارز نامتمرکز بیت‌کوین است که در سال ۲۰۰۹ توسط شخص یا اشخاصی به نام مستعار یا حقیقی ساتوشی ناکاموتو ایجاد و عرضه شد. از آن زمان تاکنون رمزارزهای متعددی ایجاد شده‌اند که به آن‌ها آلت‌کوین (به انگلیسی: Altcoin) مخفف عبارت (به انگلیسی: alternative coin) (به معنی کوین‌های جایگزین) می‌گویند.

## تعریف
رمزارز (یا ارز رمز پایه) گونه‌ای پول دیجیتال است که در آن تولید واحد پول و تأیید اصالت تراکنش پول با استفاده از الگوریتم‌های رمزگذاری کنترل می‌شود و معمولاً به صورت نا متمرکز (بدون وابستگی به یک مرجعیت مرکزی) کار می‌کند. با توجه به تعدد تعاریف و تغییرات در مصادیق رایج رمزارز این عبارت از نظر حقوقی دقت کافی ندارد.
در واژه‌نامه مریم-وبستر رمز ارز به صورت «هرگونه ارزی که تنها به صورت دیجیتالی وجود دارد، معمولاً صادرکننده یا تنظیم کننده مرکزی ندارد، اما از سامانه توزیع شده برای ذخیره تراکنش‌ها و مدیریت انتشار واحدهای جدید استفاده می‌کند و برای ممانعت از جعل و تراکنش‌های متقلبانه بر رمزنگاری تکیه دارد» تعریف شده است. در واژه‌نامه آکسفورد ابتدا در سال ۲۰۱۴ رمزارز همان ارز دیجیتالی تعریف شده بود که در آن از فنون رمزنگاری برای قانونگذاری تولید واحدهای جدید ارز و تأیید انتقال وجوه استفاده می‌کند و مستقل از یک بانک مرکزی وجود دارد اما امروزه هر گونه سامانه پول الکترونیکی که برای خرید و فروش آنلاین استفاده می‌شود و نیازی به بانک مرکزی نداشته باشد را رمزارز تعریف می‌کند.

## معماری

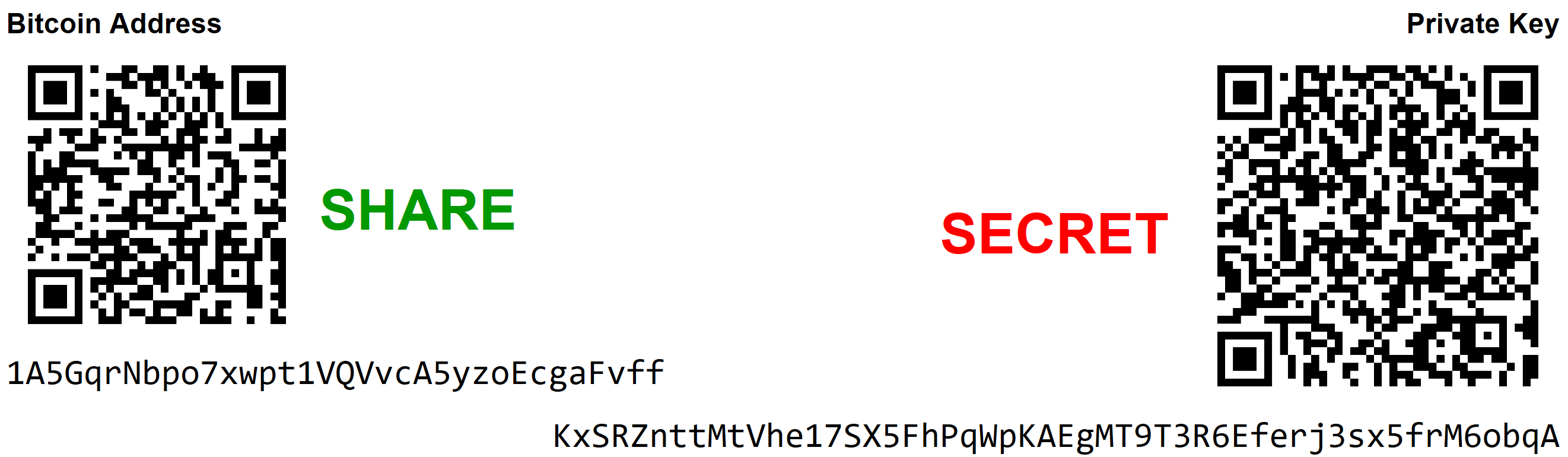
کیف پول قابل چاپ کردن روی برگه کاغذ: یک آدرس بیت کوین برای دریافت و یک کلید رمز خصوصی متناظر برای خرج کردن آن‌ها (آدرس‌ها به شکل کد کیو آر QR قابل خواندن با دوربین موبایل)

### کیف پول رمزارز

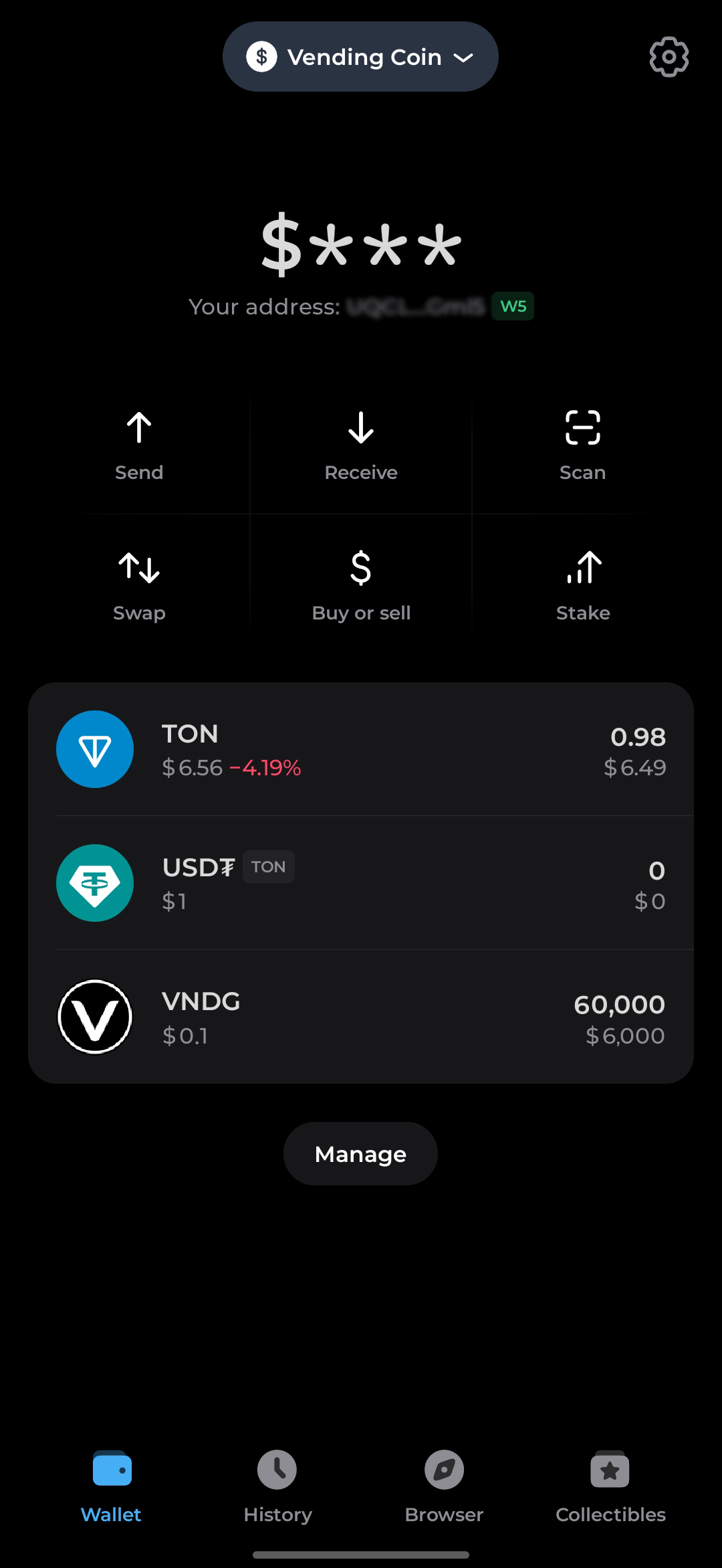
یک کیف پول تون کیپر شبکه TON

کیف پول رمزارز برخلاف کیف پول الکترونیک آدرس‌ها یا کلید خصوصی و کلید عمومی (یا کلید سید seed به معنای دانه زنجیر سیستم زنجیره بلوکی- بلاک چین) را نگهداری می‌کند. که با آن می‌توان رمز ارز را خرج یا منتقل کرد. خرج کردن با کلید خصوصی، و دریافت با کلید عمومی امکان‌پذیر است. راه‌های نگه داشتن کیف پول روی نرم‌افزار کامپیوتر یا برنامه موبایل به شکل دیجیتال، روی کیف پول به شکل سخت‌افزار، نگهداری آنلاین داخل صرافی اینترنتی رمز ارز است.

## شبکه‌های انتقال
هر رمزارز در بستر بلاکچین مشخصی قرار گرفته است و تبادل و نقل و انتقال آن داخل آن بلاکچین انجام می‌پذیرد. رمزارزهایی که بلاکچین اختصاصی دارند را کوین و رمزارزهایی که در بستر سایر بلاکچین‌ها قرارگرفته اند را توکن می‌نامند. بلاکچین‌ها اصطلاحاً شبکه‌های انتقال رمز ارز نیز نامیده می‌شوند. به عنوان مثال شبکه ERC20 برای رمزارز آتریوم تعریف شده است و این رمز ارز در این شبکه و بلاکچین تبادل می‌شود.

## ناشناس بودن
در شبکه بسیاری از رمز ارزها مانند بیت کوین در حقیقت کاربران نه با نام واقعی خود بلکه با آدرس عمومی کیف پول خود شناخته می‌شوند. تراکنش‌ها، شفاف است و هر کسی می‌تواند بررسی کند یک کیف پول مشخص چه تراکنشهایی در چه تاریخ‌هایی داشته اما به راحتی نمی‌توان این آدرس‌ها را به افراد منتسب کرد. ایده‌های پولشویی راحت و رعایت کامل حریم خصوصی در رمز ارزها تقریباً ناممکن هستند.البته برخی رمز ارزها مانند مونرو و زی کش به نوعی کاملاً ناشناس اند اما اخباری در زمینه رهگیری تراکنشات همین ارزها نیز وجود دارد و نهادهایی نظیر IRS علناً برای تحقق این امر تلاش می‌کنند.

## تاریخچه
در سال ۱۹۸۳، دیوید شام یک گونه پول دیجیتال مبتنی‌بر رمزنگاری اختراع کرد که ای‌کش نام داشت. او در سال ۱۹۹۵ یک پول دیجیتال دیگر به نام دیجی‌کش ابداع کرد که روش رمزنگاری آن به گونه‌ای بود که نه بانکی که پول در آن حفظ می‌شد، نه دولت و نه هیچ شخص ثالثی قادر به ردگیری تراکنش‌های مالی نبودند.
در سال ۱۹۹۶ در فهرست پست‌سپاری دانشگاه ام‌آی‌تی مطالبی منتشر شد که در آن یک نظام رمزپول به تفصیل شرح داده شده بود. این سلسله مطالب در همان سال توسط آژانس امنیت ملی آمریکا در قالب یک گزارش با عنوان «چگونه یک ضرابخانه بسازیم: رمزنگاری پول‌های الکترونیکی گمنام» منتشر شد.
نخستین رمزارزی که به صورت نامتمرکز شروع به کار کرد بیت‌کوین است که در سال ۲۰۰۹ توسط شخصی با نام مستعار ساتوشی ناکاموتو ایجاد شد. این رمزارز از الگوریتم اس‌اچ‌ای-۲ برای اثبات کار خود استفاده می‌کند.

## در دنیای سرگرمی و تلویزیون
سلبریتی‌های هندی از دنیای بالیوود و ورزش کریکت به‌طور فزاینده ای یادگاری‌های دیجیتال خود را از طریق توکن‌های غیرقابل تعویض (NFT) راه اندازی می‌کنند و امید دارند که با جلب نقدینگی از طریق افزایش علاقه به چنین دارایی‌ها، هزاران دلار به دست آورند، NFTها نوعی دارایی دیجیتال هستند که از بلاک‌چین برای ثبت مالکیت اقلامی مانند تصاویر، فیلم‌ها و سایر مجموعه‌ها استفاده می‌کنند. اکنون رشد انفجاری این دارایی‌های هیچ نشانه ای از کاهش نشان نمی‌دهد.

## انتقادات
از آنجا که رمزارزها به صورت نامتمرکز اداره می‌شوند، قدرت کشورها برای کنترل اقتصاد (که معمولاً از طریق بانک مرکزی اعمال می‌شود) را تضعیف می‌کنند. این امر توسط برخی از دوست‌داران رمزارزها یک ویژگی مثبت تلقی می‌شود، اما توسط برخی از دولت‌ها یک ویژگی منفی محسوب می‌گردد. همچنین ماهیت رمزنگاری‌شدهٔ تراکنش‌های مبتنی بر رمزارز باعث می‌شود که ردگیری این تراکنش‌ها دشوار یا غیرممکن باشد که این امر به عقیدهٔ برخی منتقدین زمینه‌ای مناسب برای استفاده از رمزارزها جهت پولشویی فراهم می‌کند.
بسیاری از رمزارزها از الگوریتم‌هایی برای استخراج پول جدید یا ثبت اثبات کار یا کسر هزینهٔ تراکنش استفاده می‌کنند که مبتنی بر روش‌های رمزنگاری پیچیده هستند. معمولاً این الگوریتم‌ها، هر چه تعداد کاربرانی که در تلاش برای استخراج رمزارز یا کسب حق تراکنش هستند بیشتر بشود سخت‌گیر می‌شوند و حل آن‌ها نیازمند محاسبات پیچیده‌تر و وقت‌گیرتری توسط رایانه خواهد بود. این امر منجر به مصرف مقدار فراوانی از انرژی برق می‌شود که این نیز مورد نقد منتقدین مانند حکومت چین و ایلان ماسک بوده است. در مقابل، مدافعان رمزارزها ذکر می‌کنند که بانک‌داری رایج نیز با مصرف مقدار بسیاری منابع و انرژی همراه است و محاسباتی را ارائه می‌کنند که نشان می‌دهد که رمزارزها از این جهت کم‌هزینه‌تر از بانک‌داری رایج و همین‌طور صنعت طلا هستند.
به دلیل فراگیر شدن رمز ارزها و درآمد مالی بسیار زیاد آن، اکثر افراد فکر می‌کنند که با خرید ارمز ارزها به راحتی ثروت زیادی در مدت کوتاهی کسب می‌کنند، وقتی وارد دنیای رمز ارزها می‌شوند تمام دارایی خود را از دست می‌دهند. بنابریان افرادی که قصد ورود به این بازار را دارد باید با دانش و اطلاع قبلی درمورد ارز دیجیتال وارد شود تا ریسک این کار کمتر شود.
در میان مالباختگان افرادی هستند که با تحلیل‌های دیگران اقدام به خرید و فروش و نگهداری رمزارزها می‌کنند. این افراد بیشترین زیان را در این بازار متحمل می‌شوند. برخی با فروش سیگنال ارز دیجیتال و کانال‌های سیگنال، این افراد را فریب می‌دهند. پیشنهاد می‌شود هر فرد با یادگیری تحلیل رمزارزها و افزایش دانش خود وارد این بازار پر ریسک شود. یکی از این مهارت‌ها، مهارت ریسک پذیری و داشتن استراتژی مدیریت ریسک است.
با فراگیر شدن کاربرد رمزارزها، میزان مصرف برق برای استخراج آن‌ها نیز به طرز چشمگیری افزایش یافته است، چنان‌که در سال ۲۰۱۸ پیش‌بینی شد که مقدار برقی که کشور ایسلند در این سال مصرف رمزارزها می‌کند بیشتر از مقدار برقی باشد که برای مصارف خانگی به کار می‌گیرد. در برخی کشورها نیز دولت‌ها اقدام به تعیین تعرفه‌های مالیاتی کرده‌اند که ویژه مصرف برق برای رمزارزها است؛ دولت ایران قیمت برق مصرفی برای استخراج رمزارزها را متفاوت از برق مصرفی خانگی و حتی صنعتی در نظر گرفته و تعرفه صادراتی برای آن تعیین کرده است.

## جرایم حوزه رمز ارز
کلاهبرداری ارز دیجیتال انواع مختلفی دارد ازجمله:
- کلاهبرداری با هک کیف پول
- طرح هرمی و پانزی
- بدافزارها و فیشینگ
- صرافی ارز دیجیتال تقلبی
- انتشار پست‌های تقلبی در شبکه‌های پرمخاطب اجتماعی
- توکن‌های فاقد ارزش
- استخراج ابری
- پامپ و دامپ

## یادداشت
1. ↑  ecash
2. ↑  DigiCash
3. ↑  mining